# Stumtjener
Stumtjeneren er en type møbel, der er designet til at hænge overtøj og f.eks. hatte, tasker og paraplyer. Modsat en knagerække, der typisk er fastmonteret til en væg, så står en stumtjener frit og kan flyttes. Stumtjenere er typisk fremstillet i træ, men kan også være lavet i eksempelvis metal eller plast, og kan have mange udformninger og former. De består typisk af en stang på minimum 1,5 m i højden med en solid fod i bunden, der forhindrer at den vælter. I toppen er der et antal knager i varierende størrelse.
Stumtjenere var en vigtig del af victorianske hjem, hvor ens hjem skulle imponere de besøgende, og velkomsten i hallen var det første man mødte. 
Ordet stumtjener kommer af, at man kan betragte stativet som en tjener, da den holder ens tøj og andet.
På engelsk bruges ordet hatstand, der har givet navn til breakdance-movet af samme navn, der er den første del i en stillestående headspin.